# Julian Symons
Pour les articles homonymes, voir Symons.
Julian Symons, né le 30 mai 1912 à Londres et décédé dans la même ville le 19 novembre 1994, après avoir été victime d'un malaise dans une station thermale du Kent, est un essayiste, un biographe et un auteur britannique de roman policier.

## Biographie
Après la fréquentation de divers établissements d’enseignement, il cesse d’étudier à 14 ans  et exerce plusieurs petits métiers peu gratifiants. En 1937, il fonde un cercle de poètes, admirateurs de W. H. Auden et Edmund Spencer, autour du magazine Twentieth Century Verse.  Il publie deux recueils de poèmes en 1939 et 1943. Après la Seconde Guerre mondiale, il devient un critique littéraire  réputé, surtout de littérature policière, dans la presse à grands tirages, et au Sunday Times à partir de 1958.  En marge de cette activité, il fait paraître à un rythme soutenu des nouvelles et des romans policiers, et aussi des biographies, des essais et des études de grands écrivains (Charles Dickens, Thomas Carlyle, George Orwell) et de maîtres du roman criminel (Edgar Allan Poe, Arthur Conan Doyle, Agatha Christie, Dashiell Hammett). Dans les années 1970, il dirige la collection policière des éditions Penguin Books.
Ses fictions policières abordent divers genres, mais affectionnent le pastiche et la parodie, notamment dans la série de l’acteur Sheridan Haynes, un interprète de Sherlock Holmes, qui finit par se prendre réellement pour le héros de Conan Doyle, ou dans les romans situés dans des châteaux (La Splendeur des Wainwright, Les Dessous de l’affaire) qui reprennent non sans humour les poncifs du roman gothique à la Ann Radcliffe.  Il a également donné vie à plusieurs héros récurrents, dont l’esthète Francis Quarles, sorte de caricature de l’auteur lui-même, qui enquête dans une trentaine de nouvelles.
Membre du Detection Club dès 1951, Julian Symons en a été le président de 1976 (à la suite du décès d’Agatha Christie) à 1985. L’association des Mystery Writers of America lui a décerné le Grand Master Award en 1982.

## Œuvre

### Romans

#### SérieInspecteur Bland
- The Immaterial Murder Case (1945)
- A Man Called Jones (1947)
- Bland Beginning (1949)

#### SérieInspecteur Crambo
- The Narrowing Circle (1954) Publié en français sous le titre Crime en œuvre d’art, Paris, Fayard, L'Aventure criminelle no 17, 1957
- The Gigantic Shadow ou The Pipe Dream (É.-U.) (1958) Publié en français sous le titre L’Inoubliable Coup de pistolet, Paris, Fayard, L'Aventure criminelle no 87, 1960

#### SérieKhan-Harper
- The Man Who Killed Himself (1967)
- The Man Who Lost His Wife (1967)
- The Man Whose Dreams Came True (1968) Publié en français sous le titre C’est loin Caracas, Paris, Presses de la Cité, Un mystère 3e série no 38, 1969
- The Players and the Game (1972)
- The Plot Against Roger Rider (1973)
- Sweet Adelaide (1980)
- The Detling Murders (1982) as The Detling Secret (US)

#### SérieSheridan Haynes
- A Three-Pipe Problem (1975) Publié en français sous le titre Dans la peau du rôle, Paris, Librairie des Champs-Élysées, Le Masque no 1459, 1977 ; réédition, Paris, Librairie des Champs-Élysées, Club des Masques no 458, 1981
- The Kentish Manor Murders (1988) Publié en français sous le titre Un manuscrit en or massif, Paris, Librairie des Champs-Élysées, Le Masque no 2048, 1991

#### Autres romans
- The Thirty-First of February (1950) Publié en français sous le titre Le 31 février, Paris, Plon, coll. Nuit blanche no 11, 1962 ;  réédition, Paris, Presses de la Cité, Un mystère 3e série no 46, 1970 ; réédition, Paris, Presses de la Cité, coll. Punch no 62, 1973
- The Broken Penny (1953)
- The Paper Chase ou Bogue's Fortune (É.-U.) (1956) Publié en français sous le titre Un si charmant escroc, Paris, Fayard, L'Aventure criminelle no 31, 1958
- The Colour of Murder (1957)
- The Progress of a Crime (1960) Publié en français sous le titre Une bêtise de faite, Paris, Plon, coll. Nuit blanche no 7, 1962 ; réédition, Paris, Presses de la Cité, coll. Punch no 46, 1974
- The Killing of Francie Lake ou The Plain Man (É.-U.) (1962) Publié en français sous le titre Mauvaise Presse, Paris, Julliard, coll. P. J. 1970
- The End of Solomon Grundy (1964)
- The Belting Inheritance (1965) Publié en français sous le titre La Splendeur des Wainwright, Paris, Julliard, coll. P. J. 1970 ; réédition, Paris, J’ai lu no 1432, 1983
- The Blackheath Poisonings (1978) Publié en français sous le titre Les Dessous de l’affaire, Paris, Eurédif, coll. Littérature policière, 1979 ; réédition, Paris, J’ai lu no 1488, 1983
- The Name of Annabel Lee (1983) Publié en français sous le titre Prénom : Annabel Lee, Paris, Presses de la Cité, coll. Littérature policière no 19, 1984
- The Criminal Comedy of the Contented Couple ou A Criminal Comedy (É.-U.) (1985)
- Death's Darkest Face (1990)
- Something Like a Love Affair (1992)
- Playing Happy Families (1994)
- A Sort of Virtue: A Political Crime Novel (1996)

### Nouvelles

#### Recueils de nouvelles de la sérieFrancis Quarles
- Murder! Murder! (1961)
- Francis Quarles Investigates (1965)
- The Detections of Francis Quarles (2006)

#### Recueil de nouvelle de la sérieKhan-Harper
- Did Sherlock Holmes Meet Hercule . . . ou The Man Who Hated Television: And Others Stories (1987)

#### Autres recueils de nouvelles
- How to Trap a Crook (1977)
- Great Detectives - Seven Original Investigations (1981) Publié en français sous le titre Les Grands Détectives : sept enquêtes originales, Paris, Éditions Atlas, 1982
- The Tigers of Subtopia (1982)
- A Julian Symons Sherlockian Duet (2000)

#### Nouvelles isolées de la sérieFrancis Quarles
- The Case of S.W. 2 (1950) Publié en français sous le titre L’Affaire S.W. 2, Paris, Fayard, Le Saint détective magazine no 113, juillet 1964
- Death in the Scillies ou Life and Death in the Scillies (1951)
- The Case of XX-2 (1951) Publié en français sous le titre Le Rapport XX-2, Opta, Paris, Mystère magazine no 76, mai 1954
- Cat and Mouse (1952) Publié en français sous le titre Le Chat et la Souris, Paris, Opta, Mystère magazine no 103, août 1956
- The Link (1953)
- Summer Show (1954) Publié en français sous le titre Le Comice, Paris, Fayard, Le Saint détective magazine no 38, avril 1958
- Gift from Santa Claus ou A Present from Santa Claus (1954)
- Death in the Bathroom (1956)
- The Case of the Frightened Promoter (1956)
- The Grand National Case ou Murder on the Race Course (1956)
- The Unhappy Piano-Tuner (1956)
- The Case of W.C.2 (1957)
- One Little Letter (1957)
- Hot August Night (1960)
- The Days of September (1960) Publié en français sous le titre Le Trente septembre, Paris, Fayard, Le Saint détective magazine no 103, septembre 1963
- The Woman Afraid of October (1960)
- Click of a Camera (1960)
- The Santa Claus Club (1960) Publié en français sous le titre Le Club des Pères Noël, Paris, Opta, Mystère magazine no 241, février 1968 ; réédition dans Noëls rouges, Paris, Julliard, 1989
- Strolling in the Square, One Day (1961) Publié en français sous le titre Photo surprise, Paris, Opta, Mystère magazine no 212, septembre 1965
- Eve of Murder (1961)
- As If by Magic ou The Hiding Place (1961)
- The Wimbledon Mystery ou Centre Court Mystery (1961) Publié en français sous le titre Le Mystère Wimbledon, Opta, Paris, Mystère magazine no 215, décembre 1965
- Credit to Shakespeare ou Credit to William Shakespeare (1961)
- The Hidden Clue (1961)
- Time for Murder ou The Humdrum Murder (1961)
- A Pearl Among Women (1961)
- A Taste for Art  ou Art-Loving Mr. Lister Lands a Fake... (1963) Publié en français sous le titre Amateurs d’art, Paris, Fayard, Le Saint détective magazine no 117, novembre 1964
- Deaf Ear to Murder ou No Use Turning a Deaf Ear to Murder (1964) Publié en français sous le titre L’Oncle Alibi, Paris, Fayard, Le Saint détective magazine no 154, décembre 1967
- The Impossible Theft (1964)
- How to Trap a Crook (1972) Publié en français sous le titre Comment coincer un escroc, Opta, Paris, Mystère magazine no 306, août 1973

#### Autres nouvelles isolées
- You Should Be on Crafts (1944)
- The Man from West Africa (1944)
- The Bull (1945)
- The Fairy Tale of the Soldier and the Chicken (1945)
- The Criss-Cross Code (1951)
- April Fool (1955)
- Eight Minutes to Kill (1957)
- The Crimson Coach Murders ou The Summer Holiday Murders (1960)
- Twixt the Cup and the Lip (1963) Publié en français sous le titre De la coupe aux lèvres, Paris, Opta, L’Anthologie du mystère no 16, 1973 ; réédition dans Y aura-t-il un crime à Noël ?, Paris, Éditions du Masque, coll. Grands Formats, 2002
- The Impossible Theft (1965) Publié en français sous le titre Le Vol impossible, Paris, Opta, Mystère magazine no 238, novembre 1967
- The Tiger’s Stripe (1965)
- The Fool (1966)
- The Main Chance (1966)
- A Theme for Hyacinth (1967)
- The Woman Who Loved a Motor-Car (1968)
- Pick-Up on the Dover Road ou Night Drive to Dover (1971) Publié en français sous le titre Sur la route de Douvres, Paris, Opta, Mystère magazine no 300, février 1973
- Experiment in Personality (1971) Publié en français sous le titre Anonymement vôtre, Paris, Opta, Mystère magazine no 301, mars 1973
- Preserving the Evidence (1971) Publié en français sous le titre La Preuve sauvée, Opta, Paris, Mystère magazine no 290, mars 1972
- The Sensitive Ears of Mr. Small (1972) Publié en français sous le titre Marylin et sa petite musique, Paris, Opta, Mystère magazine no 302, avril 1973
- The Boiler (1979) Publié en français sous le titre Le Raté, dans Mystères 87, Paris, LGF, Le Livre de poche no 6365 1987
- A Little of Her Time (1981)
- The Borgia Heirloom (1987)
- I, too, lived in Arcadia (1989) Publié en français sous le titre Un mouton noir en Arcadie, dans Mômes, sweet mômes, Paris, Presses Pocket no 3235, 1989
- Sherlock Holmes and the Poirot Connection (1987) Publié en français sous le titre Sherlock Holmes et Hercule Poirot, dans Le Nouveau Musée de l’Holmes, Paris, NéO,  NéO policier, 1989
- Holocaust at Mayhem Parva (1990) Publié en français sous le titre Holocauste à Mayhem Parva, dans Anthologie du Mystère 91, Les Dernières Nouvelles du crime, Paris, Éditions du Masque, 1991
- In the Bluebell Wood (1994)

### Biographies, essais et publications savantes
- A.J.A. Symons: His Life & Speculations (1950), biographie
- Charles Dickens (1951)
- Thomas Carlyle. The life and ideas of a prophet (1952), biographie
- Criminal Acts (1955)
- Horatio Bottomley (1955), biographie
- The General Strike - A Historical Portrait (1959)
- A Reasonable Doubt (1960), essai
- The Thirties: a Dream Revolved (1960)
- Buller’s Campaign (1963)
- England's Pride: The Story of the Gordon Relief Expedition (1965)
- Crime and Detection: An Illustrated History from 1840 (1966), essai
- Critical Occasions (1966), essais
- Between the Wars (1972)
- Notes From Another Country (1972)
- Bloody Murder - From the Detective Story to the Crime Novel: A History ou Mortal Consequences (1972), essai
- The Angry 30s (1976)
- The Tell-Tale Heart: The Life and Works of Edgar Allan Poe (1978)
- Conan Doyle - Portrait of an Artist (1979), biographie
- Agatha Christie - the Art of Her Crimes (1981), biographie critique
- Critical Observations: Diverse Essays (1981)
- Crime and Detection Quiz (1983)
- 1948 and 1984. The Second Orwell Memorial Lecture (1984)
- Dashiel Hammett (1985), biographie
- Two Brothers. Fragments of a Correspondence (1985)
- Makers of the New: The Revolution in Literature, 1912-1939 (1987)
- Oscar Wilde: A problem in Biography (1988), essai
- Somebody Else (1990)
- The Thirties and The Nineties (1990)
- Portraits of The Missing: Imaginary Biographies (1991)
- Does Literature Exist? (1992)
- Criminal Practices -Symons on Crime Writing 60s to 90s (1994)

### Poésie
- Confusions About X (1938)
- The Second Man (1943)
- A Reflection on Auden (1973), poèmes et articles critiques.

## Adaptations cinématographiques
- 1953 :  Counterspy, film réalisé par Vernon Sewell, d’après la nouvelle Criss Cross Code, avec Dermot Walsh et Hazel Court.
- 1956 :  The Narrow Circle (en), film réalisé par Charles Saunders, d’après le roman ‘’Crime en œuvre d’art, avec Paul Carpenter et Hazel Court.
- 1969 :  Arthur! Arthur! (en), film réalisé par Samuel Gallu, d’après le roman The Man Who Killed Himself, avec Shelley Winters et Donald Pleasence.

## Prix et distinctions
- Gold Dagger Award 1957 pour The Colour of Murder
- Edgar 1961 pour Une bêtise de faite
- Special Edgar Award 1973 pour son essai Bloody Murder - From the Detective Story to the Crime Novel: A History
- Grand Master Award 1982
- Cartier Diamond Dagger 1990[1]

## Sources
- Jacques Baudou et Jean-Jacques Schleret, Le Vrai Visage du Masque, vol. 1, Paris, Futuropolis, 1984, 476 p. (OCLC 311506692), p. 423-425.
- Claude Mesplède (dir.), Dictionnaire des littératures policières, vol. 2 : J - Z, Nantes, Joseph K, coll. « Temps noir », 2007, 1086 p. (ISBN 978-2-910-68645-1, OCLC 315873361), p. 848-849.